# صمويل دو
سامويل كانيون دو (بالإنجليزية: Samuel Kanyon Doe)‏ (06 مايو 1951 - 09 سبتمبر 1990) وهو رئيس جمهورية ليبيريا الواحد والعشرين من عام 1980 إلى 1990 ولد في يوم 6 مايو 1951 في بلدة توزون في جنوب شرق ليبيريا وقد كان دو من شعب الكراهن، كان دو من القوميين الديمقراطيين وتولى الحكم في سنة 1980 بعد انقلاب عسكري خلع به الرئيس ويليام تولبرت وقتله.
تبنت حكومة صموئيل دو بشكل متزايد وجهة نظر عرقية، حيث سرعان ما سيطر أعضاء مجموعته العرقية كراهن على الحياة السياسية والعسكرية في ليبيريا. تسبب هذا في ارتفاع مستوى التوتر العرقي الذي أدى إلى أعمال القتال المتكررة بين الكراهن وغيرها من الجماعات العرقية في البلاد. كان نظام صموئيل دو خاضعًا للرقابة والوحشية ولم يجرد الكثير من الليبيريين فحسب، بل قام أيضًا بمسح الحدود بين العمل السياسي المشروع وغير الشرعي.
فتح دو بعد توليه الحكم علاقاته مع الولايات المتحدة ودول أوروبا وفتح مرافئ بلده للسفن الكندية والصينية والأوروبية في سنة 1984 تم انتخابه في انتخابات تثير الشك، في ديسمبر 1989 دخلت جماعات مسلحة من ساحل العاج إلى ليبيريا وعندها بدأت الحرب الأهلية الليبيرية الأولى، ظل دو يقاوم الجماعات المسلحة إلا أن أعمال الشغب إندلعت في عاصمته مونروفيا وقتل في يوم 9 سبتمبر 1990 وتلاه في الحكم تشارلز تايلور.

## روابط خارجية
- صمويل دو على موقع الموسوعة البريطانية (الإنجليزية)
- صمويل دو على موقع مونزينجر (الألمانية)
- صمويل دو على موقع إن إن دي بي (الإنجليزية)